# Hans-Reinhard Koch (Mediziner)

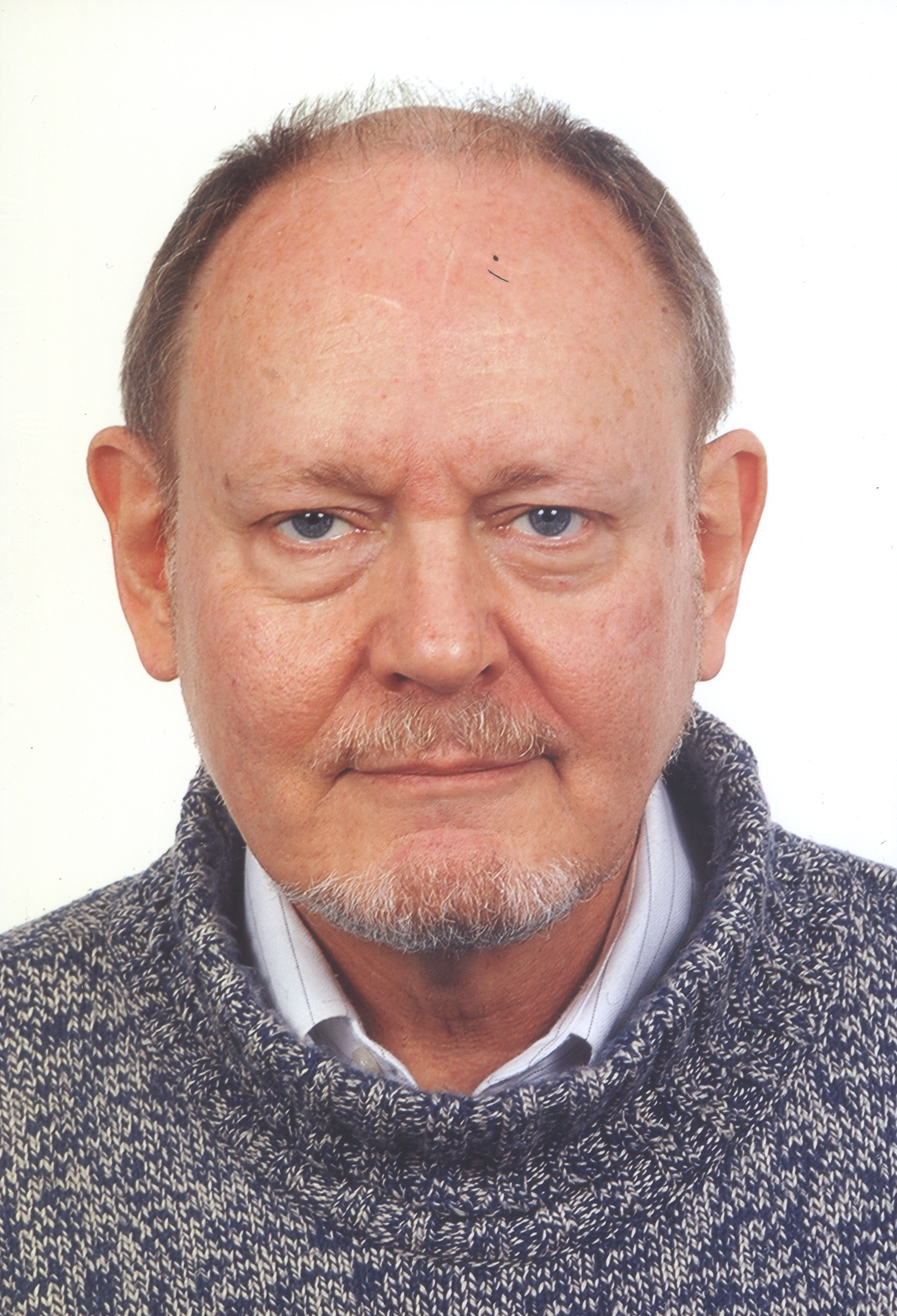
Hans-Reinhard Koch (2010)

Hans-Reinhard Koch (* 11. Juli 1941 in Innsbruck) ist ein deutscher Ophthalmologe und Verleger in Bonn.

## Leben
Koch ist der Sohn des Juristen Hans-Reinhard Koch und seiner Ehefrau Christa-Maria geb. Dintelmann. Nach dem Abitur am Beethoven-Gymnasium Bonn studierte er ab 1960 an der Johannes Gutenberg-Universität Mainz Medizin. Als Koch 10 wurde er aktiv im Corps Hassia-Gießen zu Mainz, dem schon sein Vater und seine Großväter angehörten. Er wechselte an die Rheinische Friedrich-Wilhelms-Universität und wurde im Corps Rhenania Bonn aktiv. Nach weiterem Studium an der Ludwig-Maximilians-Universität München und wieder in Bonn legte er 1966 das Staatsexamen ab. Im selben Jahr wurde er zum Dr. med. promoviert. Seine klinische Ausbildung erhielt er in Bonn am Klinischen Institut für Experimentelle Ophthalmologie und an der Universitätsaugenklinik. 1979 habilitierte er sich für Augenheilkunde und experimentelle Ophthalmologie. Seine klinischen Lehrer waren Hans Karl Müller, Erich Weigelin und Michael Ulrich Dardenne, sein experimenteller Lehrer war Otto Hockwin. Koch wurde 1979 zum apl. Professor und 1983 zum Professor H2 ernannt. 1978 erhielt er ein Heisenbergstipendium der Deutschen Forschungsgemeinschaft. 1982 wechselte er zu Dardenne in die Abteilung für Mikrochirurgie des Auges, wo er bis 1989 als Oberarzt tätig war. Anschließend gründete er mit Dardenne und Peter Brauweiler in Bonn eine private Augenklinik, die Klinik Dardenne. Nach Dardennes Tod gründete er 2004 – mit Brauweiler und Türkdamar – die Hochkreuz-Augenklinik. Am 1. März 2018 trat er in den Ruhestand. Seit 2013 betreibt er den D. & L. Koch Verlag Bonn. Er verlegt dort vor allem Bücher zur Medizingeschichte und zur Studentengeschichte. Er ist verheiratet und hat zwei Söhne und zwei Töchter. Einer der Söhne ist ebenfalls Augenarzt.

## Wissenschaftliches Werk
Koch war in den ersten zehn Jahren seiner beruflichen Tätigkeit vorwiegend wissenschaftlich tätig. Schwerpunkte waren Physiologische Optik, Genetik, Biochemie und Toxikologie des Auges, Biostatistik und bildgebende Verfahren am Auge. Ab 1989 widmete er sich der Mikrochirurgie des vorderen Augenabschnittes. Er war einer der ersten deutschen Spezialisten der Phakoemulsifikation der Katarakt und entwickelte Intraokularlinsen. Zu verdanken sind ihm auch zahlreiche Operationsinstrumente für die Augenchirurgie, Techniken und Komplikationsmanagemnent der Katarakt- und Irischirurgie. Mit Karlheinz Schmidt konzipierte er eine Irisprothese, das erste flexible und natürlich aussehende Implantat zum Ersatz der fehlenden oder verletzten Iris.

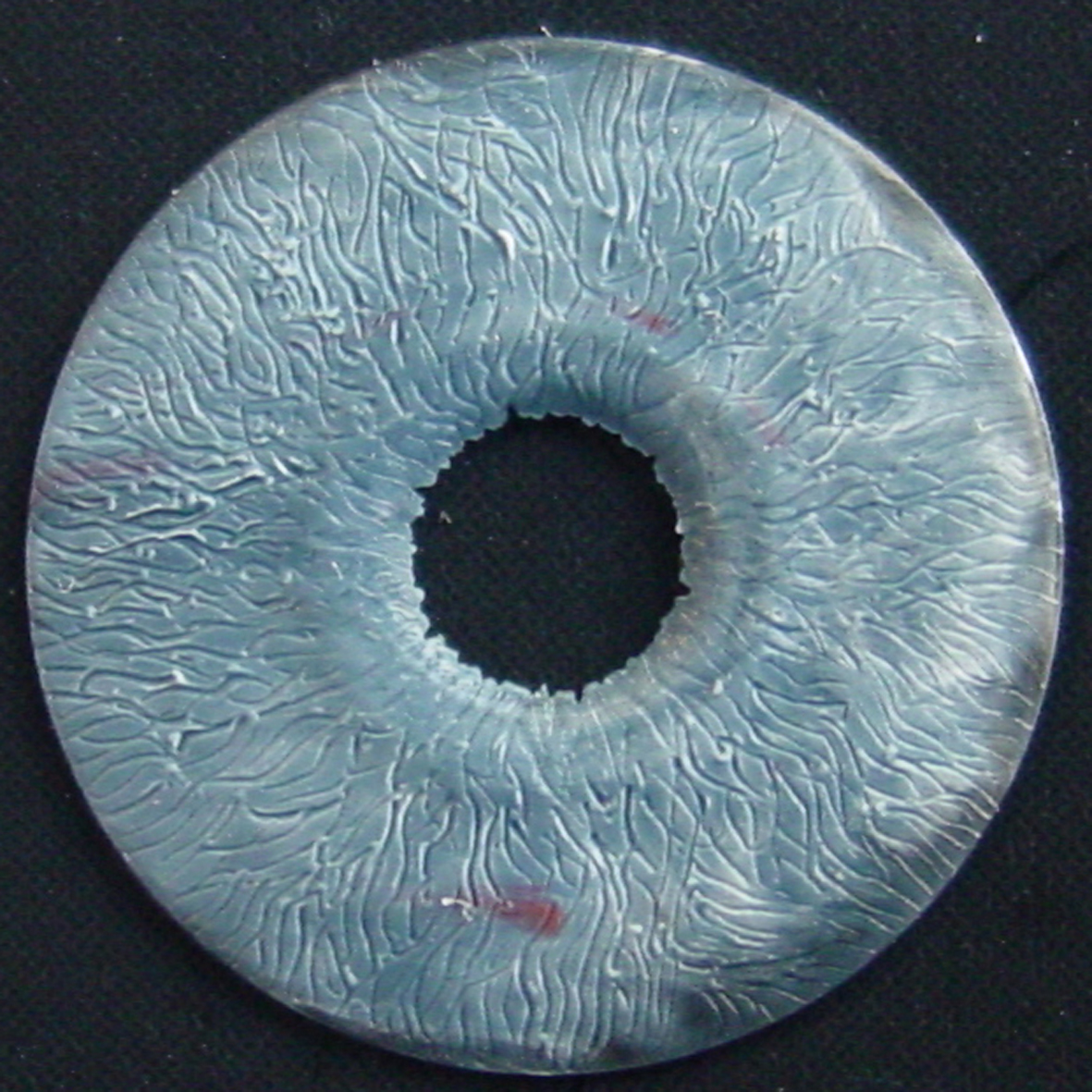
Kunstiris
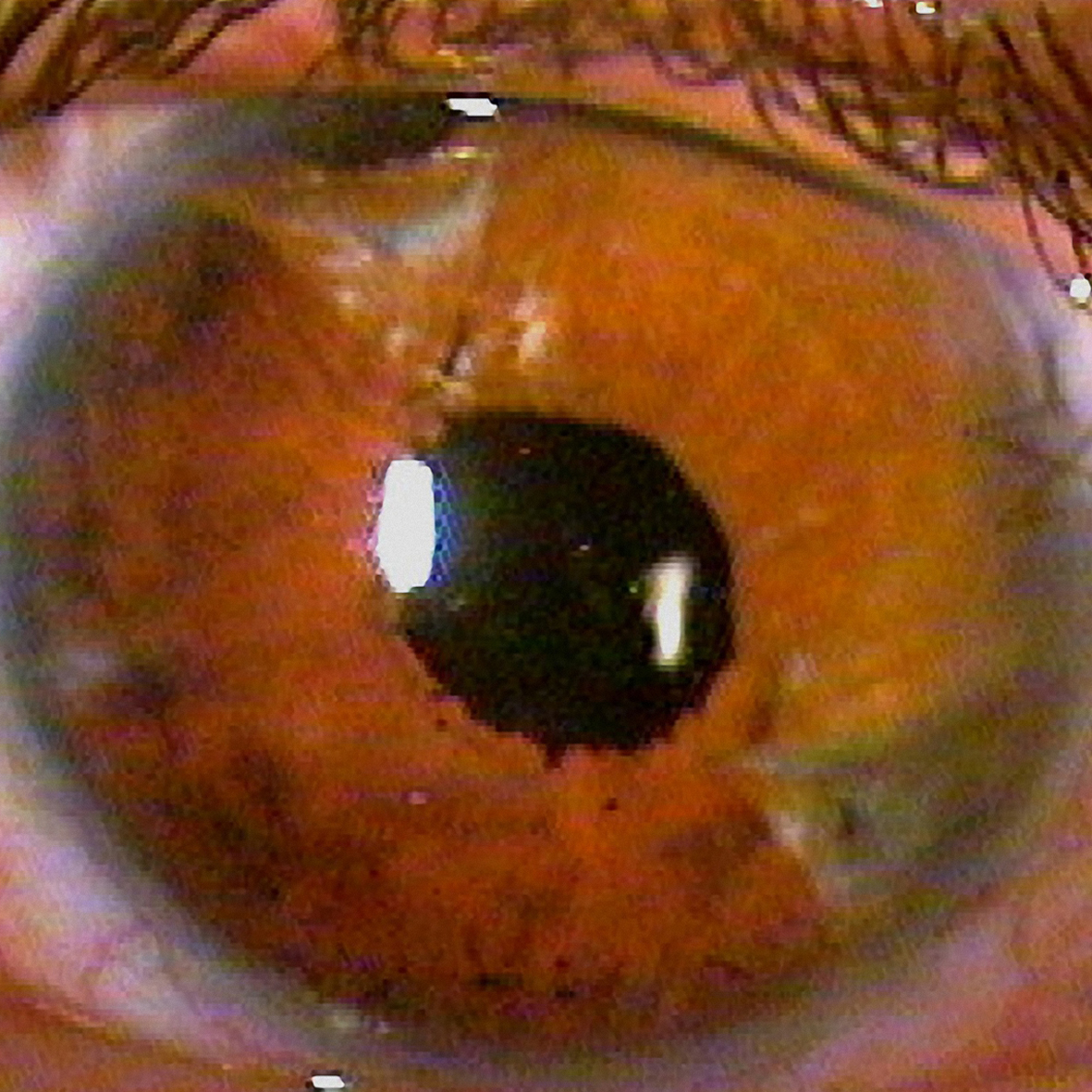
Partielle Irisprothese

Koch wurde zu Vorträgen und Operationsdemonstrationen auf allen Kontinenten eingeladen. Er schrieb über 100 Publikationen und zehn Bücher, hielt über 1000 Vorträge und betreute zahlreiche Lehrfilme und mehr als 100 Dissertationen. Zwei seiner Schüler haben Lehrstühle für Augenheilkunde: Thomas Kohnen in Frankfurt am Main und Hiroko Miyajima in Tokio.
Kochs besonderes Interesse gilt auch der Medizingeschichte, insbesondere der Geschichte der Augenheilkunde. Auch hierzu hat er zahlreiche Publikationen vorgelegt.